# Alkersleben
Alkersleben ist eine Gemeinde im Ilm-Kreis in Thüringen in Deutschland. Sie ist Mitglied der Verwaltungsgemeinschaft Riechheimer Berg.

## Geografie

### Geografische Lage
Alkersleben liegt in der Senke der Wipfra zwischen Ettischleben im Süden und Elxleben im Norden sechs Kilometer östlich von Arnstadt in etwa 290 Metern Höhe. Die Wipfra durchfließt das Dorf in Süd-Nord-Richtung, im Westen liegt die 322 Meter hohe Kirchheimer Höhe und im Osten steigt die Landschaft langsam zum 393 Meter hohen Sichemberg an. Dort liegt auch der Verkehrslandeplatz Arnstadt-Alkersleben. Das Gemeindegebiet ist gänzlich waldfrei und wird landwirtschaftlich genutzt. Es gehört dem Thüringer Becken an und ist durch fruchtbare Böden und relativ trockenes Klima geprägt.

### Nachbargemeinden
Im Uhrzeigersinn, beginnend im Norden: Elxleben, Elleben, Osthausen-Wülfershausen, Bösleben-Wüllersleben, Dornheim, Arnstadt, Amt Wachsenburg

## Geschichte
Eine Burgstelle sicherte einst in Alkersleben den Übergang der von Arnstadt in Richtung Lobeda führenden Straße über die Wipfra. Ein viereckiger Hügel zeugt noch von dieser Befestigungsanlage.
Erstmals wurde der Ort 1257 als Alkersleibin urkundlich erwähnt. In Alkersleben gab es ein Rittergut, deren Herren mit den Vertretern der Kirche das Leben im Dorf bestimmten. 1816 erwarb eine Familie das Rittergut. 1844 wurde die steinerne Brücke über die Wipfra gebaut. Bis 1920 gehörte der Ort zum Amt Arnstadt im Fürstentum Schwarzburg-Sondershausen (Oberherrschaft).
Am 1. Juli 1950 wurde die bis dahin eigenständige Gemeinde Ettischleben eingegliedert, sie wechselte jedoch am 20. Mai 1963 nach Marlishausen und wurde 1994 mit Marlishausen ein Ortsteil der Gemeinde Wipfratal.

### Einwohnerentwicklung
Entwicklung der Einwohnerzahl:
| - 1843 – 309 - 1939 – 383 - 1989 – 352 - 2005 – 341 - 2010 – 325 - 2015 – 312 - 2020 – 306 |

 Datenquelle: ab 1994 Thüringer Landesamt für Statistik – Werte vom 31. Dezember

## Politik

### Gemeinderat
Der Rat der Gemeinde Alkersleben besteht aus 6 Ratsfrauen und Ratsherren. Nach der Kommunalwahl am 26. Mai 2019 ergibt sich die folgende Zusammensetzung:
- Feuerwehrverein Alkersleben e. V.: 5 Sitze
- Sportverein Alkersleben e. V.: 1 Sitz

### Bürgermeister
Der ehrenamtliche Bürgermeister ist seit dem 1. Juli 2022 André Wagner. Zuvor war seit 2004 Günther Hülle (beide Feuerwehrverein Alkersleben e. V.) im Amt.

## Sehenswürdigkeiten

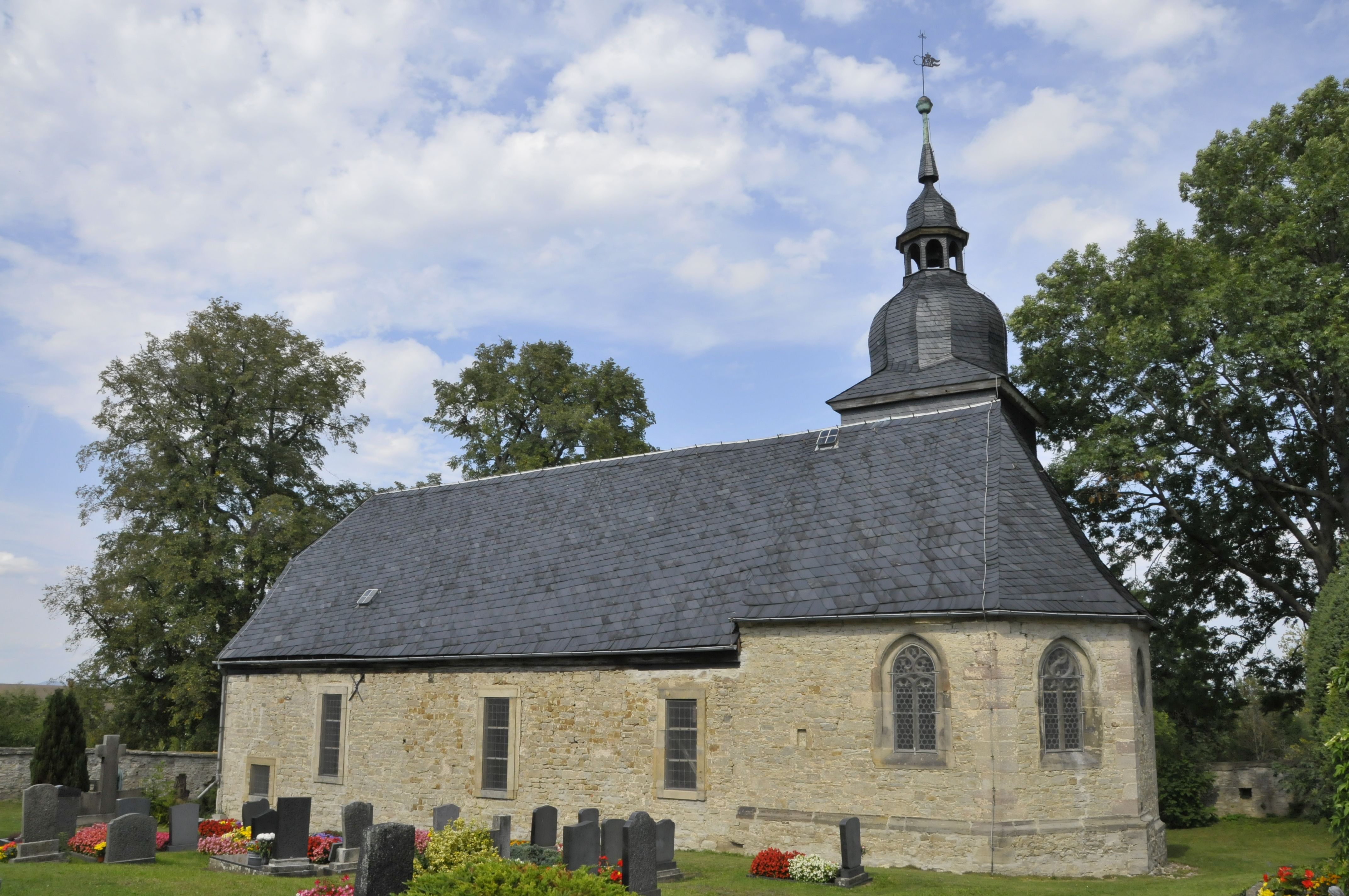
Dorfkirche St. Gregorius

Die Dorfkirche St. Gregorius geht auf eine Kapelle aus dem 12. Jahrhundert zurück. Sie beeindruckt durch prächtige Malereien aus dem Barock. Der Friedhof wurde unter Denkmalschutz gestellt.

## Wirtschaft und Infrastruktur
Alkersleben ist ein landwirtschaftlich geprägter Ort.
Ein holländischer Investor plante seit Ende 2005 die Errichtung einer großen Schweinezuchtanlage mit 22.500 Tieren und einem Gülle-Tank mit 6.500 Kubikmeter Fassungsvermögen auf dem Gelände einer früheren Milchviehanlage, wo bis zur Wende 2000 Kühe gehalten wurden. Gegen dieses sehr umstrittene Vorhaben, besonders die mögliche Geruchsbelästigung in einem weiten Umkreis, richteten sich über 2000 Einwände von Bürgern und Organisationen. Das Vorhaben wurde Anfang April 2009 durch das Landesverwaltungsamt Thüringen genehmigt und ist realisiert.
Von Alkersleben führen Straßen nach Dornheim und Osthausen-Wülfershausen. Östlich des Ortes liegt der Flugplatz Arnstadt-Alkersleben. Auf ihm finden regelmäßig Historische Flugtage und Speeddays statt.

### Wasser und Abwasser
Die Aufgaben der Wasserversorgung und Abwasserbeseitigung wurden auf den Wasser-/Abwasserzweckverband Arnstadt und Umgebung übertragen.

## Persönlichkeiten
- Johann Friedrich Heubach (1800–1861), deutscher Landwirt und Politiker, Bürgermeister von Alkersleben
- Udo Eggert (1848–1893), deutscher Hochschullehrer und Staatswissenschaftler
- Johann Friedrich Christoph Ernesti (1705–1758), deutscher Theologe (evangelisch-lutherisch)
- Johann Arnold Zeitfuchs (1671–1742), deutscher Theologe (evangelisch-lutherisch)